# Martin Söderhjelm
Martin Söderhjelm, född 30 mars 1913 i Helsingfors i Finland, död 4 juli 1991 på Lidingö, var en finländsk skådespelare, regissör, dramaturg och författare.

## Biografi
Söderhjelm fick sin konstnärliga utbildning i Genève och Berlin i början av 1930-talet. Efter att ha återvänt till Finland gick han som elev vid Svenska Teatern i Helsingfors 1935–1937. Den litterära debuten skedde med novellsamlingen Vägen ut 1937. Vid andra världskrigets slut åtog han sig ledarskapet för Åbo Svenska Teater, där han var verksam 1945–1947. Hans första arbete för svensk film blev den prisbelönta pjäsen Skepp till Indialand, som filmades av Ingmar Bergman 1947.
Söderhjelm fortsatte vid sidan av sitt författarskap med skiftande arbetsuppgifter inom teater- och filmområdet. De av hans verk som förmodligen har den djupaste förankringen i den svenska folksjälen är hans svenska versioner av låtarna i Disneys Djungelboken från 1967.
Från 1958 fram till sin död var Martin Söderhjelm gift med Birgitta "Birre" Björklund, journalist på Femina. Dessförinnan var han 1944–1957 gift med Ingrid Frestadius och innan dess 1934–1944 med Gunhild Ebba Margareta Sjöblom.
Martin Söderhjelm är gravsatt i minneslunden på Norra begravningsplatsen utanför Stockholm.

## Filmografi

### Regi i urval
- 1951 – Starkare än lagen
- 1953 – Dansa min docka
- 1954 – Flicka med melodi
- 1960 – Flickan i fönstret

### Filmmanus i urval
- 1952 – Medan det ännu är tid
- 1959 – Nattkörning

## Teater

### Regi (ej komplett)
| År   | Produktion                                                                                  | Upphovsmän                                                                                  | Teater                   |
| ---- | ------------------------------------------------------------------------------------------- | ------------------------------------------------------------------------------------------- | ------------------------ |
| 1968 | Hemmakväll med knivkastning Die Zimmerschlacht                                              | Martin Walser Översättning Asta Bolin                                                       | Helsingborgs stadsteater |
| 1969 | Bagaren, bagerskan och den lilla bagarpojken Le Boulanger, la boulangère et le petit mitron | Jean Anouilh Översättning Martin Söderhjelm                                                 | Helsingborgs stadsteater |
| 1970 | Kattorna                                                                                    | Walentin Chorell                                                                            | Helsingborgs stadsteater |
| 1970 | Lorden från gränden Me and My Girl                                                          | L. Arthur Rose och Noel Gay Översättning Carro Bergkvist, Gardar Sahlberg och Arne Wahlberg | Fredriksdalsteatern      |
| 1970 | Arsenik och gamla spetsar Arsenic and Old Lace                                              | Joseph Kesselring Översättning Lars-Levi Læstadius                                          | Helsingborgs stadsteater |
| 1971 | Bamsingen Le Babour                                                                         | Félicien Marceau Översättning Göran O. Eriksson                                             | Helsingborgs stadsteater |
| 1971 | Vid läglig lägenhet Vacant Possession                                                       | Maisie Mosco                                                                                | Helsingborgs stadsteater |
| 1971 | Min vän Harvey Harvey                                                                       | Mary Chase Översättning Birgitta Hammar                                                     | Helsingborgs stadsteater |